# Camellia cupiformis
Camellia cupiformis är en tvåhjärtbladig växtart som beskrevs av T. L. Ming. Camellia cupiformis ingår i släktet Camellia och familjen Theaceae. Inga underarter finns listade i Catalogue of Life.